# Ernst Buschor (Ökonom)

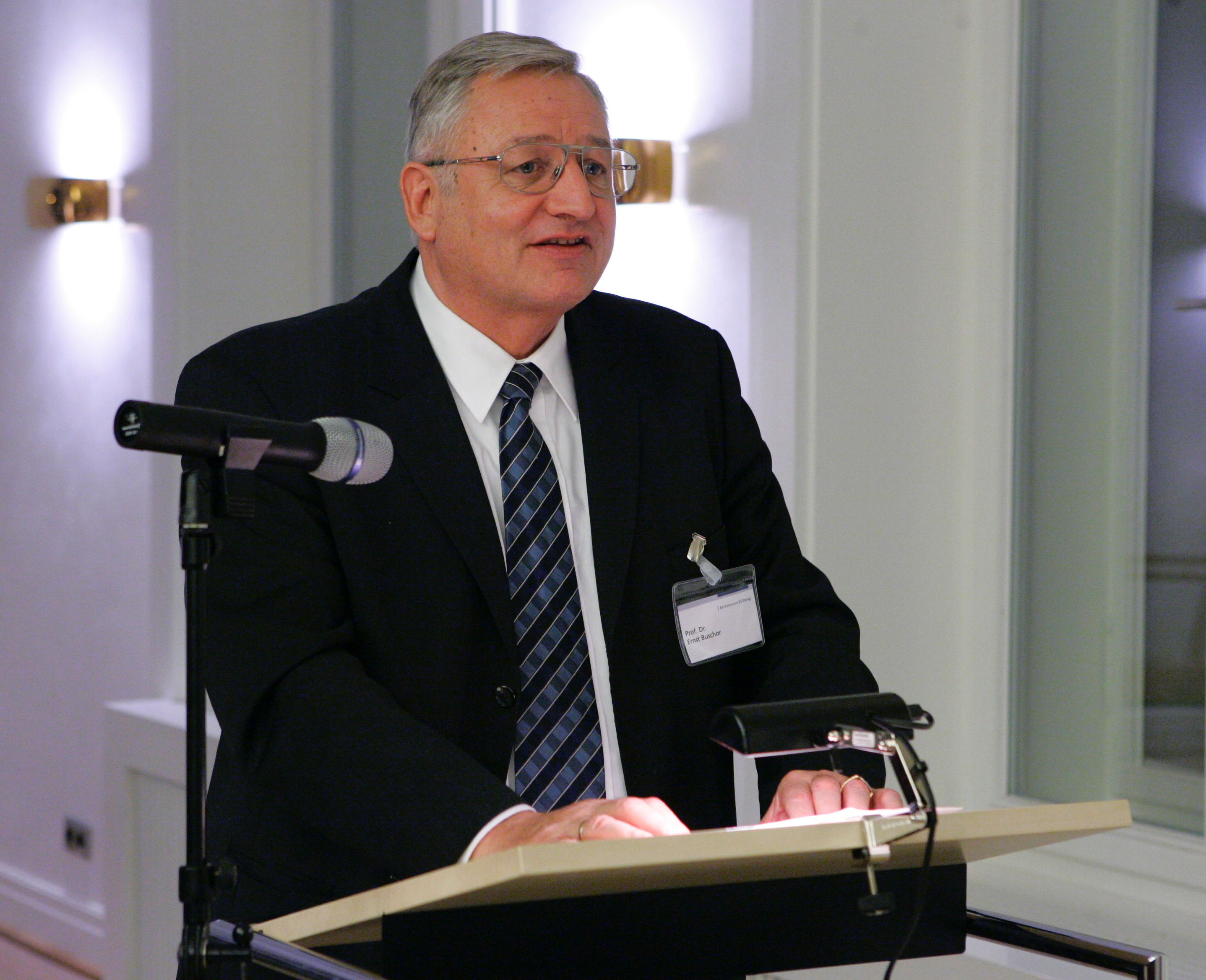
Ernst Buschor (2006)

Ernst Buschor (* 12. Juli 1943 in Altstätten, Kanton St. Gallen; † 21. Oktober 2023) war ein Schweizer Wirtschaftswissenschaftler und Politiker (CVP). Er war einer der führenden Promotoren der Wirkungsorientierten Verwaltungsführung (wif!) und des New Public Managements.

## Leben
Ernst Buschor studierte an der Hochschule St. Gallen (HSG) und war 1967 zunächst als Sachbearbeiter in der Eidgenössischen Finanzverwaltung tätig. 1970 wurde er an der HSG zum Dr. oec. promoviert. 1971/1972 hatte er ein Expertenmandat für Finanzfragen im Europarat. 1972 trat er in die Finanzverwaltung des Kantons Zürich ein und wurde 1975 deren Amtsvorsteher.
1985 erhielt Buschor einen Ruf als Professor an der Hochschule St. Gallen und Ordinarius für Betriebswirtschaftslehre mit besonderer Berücksichtigung der öffentlichen Verwaltung. 1988 wurde er zudem Direktor des Instituts für Finanzwirtschaft und Finanzrecht der HSG. Von 1990 bis 1993 war er Prorektor der HSG.

Ernst Buschor (etwa 1992)

Von 1993 bis 2003 war Ernst Buschor Mitglied der Regierung des Kantons Zürich, zunächst zuständig für die Direktion Gesundheitswesen und Fürsorge und von 1995 an für das Erziehungswesen. In den Jahren 1997/1998 und 2002/2003 war er Präsident der Regierung des Kantons Zürich.
Er war Mitglied zahlreicher Kommissionen und Gremien, darunter Schweizerische Harmonisierung der öffentlichen Haushalte (Vorsitz), Präsident des Nationalen Forschungsprogramms «Wirksamkeit staatlicher Massnahmen», Präsident der Schweizerischen Hochschulplanungskommission, Präsident der Schweizerischen Gesellschaft für Verwaltungswissenschaften. Buschor war von 1998 bis 2003 Mitglied im Schweizer Fachhochschulrat und 2001/02 Vizepräsident der Schweizerischen Universitätskonferenz. Von 2004 bis 2007 war er Vizepräsident des Rates der Eidgenössischen Hochschulen (ETH-Rat).
Buschor war verheiratet und hatte vier Kinder. Er lebte in Zollikerberg und starb am 21. Oktober 2023 im Alter von 80 Jahren.

## Wirken
Ernst Buschor, damals Direktor der Zürcher Finanzverwaltung (1975–1985), wurde Ende der 1970er Jahre von der Finanzdirektorenkonferenz (FDK) mit der Ausarbeitung eines harmonisierten Rechnungslegungsmodells beauftragt, um die Kameralistik durch eine besser steuerbare Kostenrechnung (doppelte Buchhaltung, Leistungserfassung und verursachungsgemässe Kostenverrechnung) zu ersetzen. Daraus entstand 1981 das Handbuch des Rechnungswesens der öffentlichen Haushalte, das die Umsetzung des New Public Managements in der Rechnungsführung ermöglichte und aus dem Staat ein kundenorientiertes Dienstleistungsunternehmen machen sollte.
Als Zürcher Regierungsrat (1993–2003) setzte Buschor die Wirkungsorientierte Verwaltungsführung (wif!) auch im Gesundheitswesen (1993–1995) und im Bildungswesen (1995–2003) um. Im Gesundheitswesen führte er unter anderem die Fallpauschale ein. Im Bildungswesen gab Buschor zur Umsetzung des wif! den Anstoss zu einer Reihe von tiefgreifenden wif!-Projekten (Universitätsreform, teilautonome Mittelschulen, Oberstufenreform, Reform der Bezirksschulpflege, teilautonome Volksschule mit Schulleiter, Kompetenzen, Grundstufe, Mitarbeiterbeurteilung MAB, neues Volksschulgesetz usw.) Das «Projekt Schule 21» umfasste einen neuen Lehrplan mit modernen Kommunikationstechniken und Frühenglisch ab der 1. Primarklasse. Das eigenständige Lernen («selbstorganisiertes Lernen») im Klassenverband und im klassenübergreifenden Team («altersdurchmischte Klassen») sollte mit Hilfe von Computern und immersivem Unterricht («Sprachbad») gefördert werden. Das Projekt 21 wurde vom privaten Verein zur Förderung der Schule 21 finanziert. Lernziele und Lernformen sollten ausschliesslich in der Kompetenz der zuständigen Behörden bleiben. Während an der Oberstufenreform rund 20 Jahre gearbeitet wurde, wollte man die Schule 21 in drei bis vier Jahren flächendeckend umsetzen (Stand 1999).

«Für die rasche Globalisierung sind drei Dinge wesentlich: Kostengünstige Kommunikationsinstrumente stehen mit dem PC und den vielfältigsten Netzwerken zur Verfügung. Die Welt-Kommunikationssprache Englisch hat sich weltweit durchgesetzt. Weltweite Liberalisierungen wie der WTO Vertrag und die grossen Binnenmärkte Asiens, Europas und Amerikas erlauben den rascheren Transfer von Wissen und Produkten. Es bestehen erhebliche und kostengünstige Überkapazitäten für Kontakte im Personenverkehr und für die Abwicklung der Warentransporte. Zudem lebt die Menschheit vor allem in den Industriestaaten in einer zunehmend multikulturellen Gesellschaft.»

Zur Umsetzung der Reformen liess Buschor die gesetzlichen Grundlagen anpassen (Verwaltungsreformrahmengesetz, Universitätsgesetz, Fachhochschulgesetz, Mittelschulgesetz, Personalgesetz der Volksschule und Lehrerbildungsgesetz, neues Volksschulgesetz usw.)
Gescheitert ist Buschor allerdings mit seinem 1996 aus Spargründen gestellten Antrag, die 1960 in einer Volksabstimmung abgeschafften Schulgelder an Mittelschulen und am Technikum Winterthur wieder und am Lehrerseminar seit 1830 erstmals einzuführen. Die Vorlage scheiterte im Kantonsrat anlässlich der Redaktionslesung.

## Weiteres Wirken

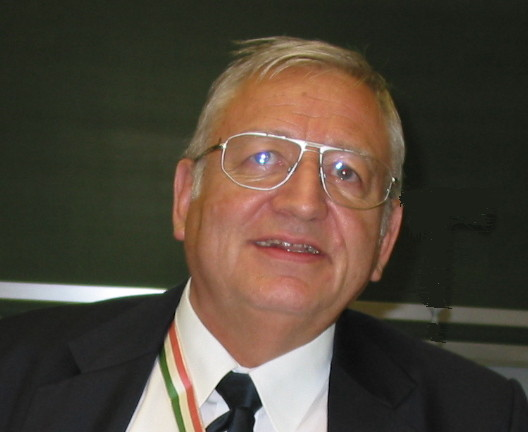
Ernst Buschor (2008)

Buschor war seit Studententagen in St. Gallen Mitglied der dortigen Akademischen Studentenverbindung AV Steinacher. Von 2004 bis 2012 war er Präsident des Altherrenbundes des Schweizerischen Studentenvereins (Schw. StV).
Er engagierte sich zudem ab 2002 im Stiftungsrat der Stiftung internationales Forschungsinstitut für Paraplegiologie, ab 2003 im Stiftungsrat der Jacobs Foundation und im Stiftungsrat der Stiftung Careum, Zürich, ab 2004 im Beirat des Centrums für Hochschulentwicklung (CHE). 2005 wurde er Mitglied des Leitungsausschusses der Stiftung Avenir Suisse, Zürich.
Im Jahr 2000 wurde Buschor in das Kuratorium der gemeinnützigen Bertelsmann Stiftung mit Sitz in Gütersloh gewählt, eine der grössten operativen Stiftungen in Europa. Ab 2005 hatte er den Vorsitz des Gremiums inne, bevor er 2007 aus gesundheitlichen Gründen ausschied. Sein Nachfolger wurde Dieter H. Vogel.
Er war korrespondierendes Mitglied am Deutschen Forschungsinstitut für öffentliche Verwaltung Speyer.

## Schriften (Auswahl)
- Neue Finanzpolitik der Kantone: Studie der Fachgruppe für Kantonale Finanzfragen, Haupt Verlag, Bern 1984, ISBN 978-3-258-03400-3.
- Haushaltführung und Finanzplanung. Wirtschaftsbulletin 34/1984, Zürcher Kantonalbank (Hrsg.), Zürich 1984.
- Finanzpolitische Weichenstellungen der neunziger Jahre. Gesellschaft zur Förderung der Schweizerischen Wirtschaft, Verlag Wirtschaftsförderung Wf, Zürich 1990.
- Wirkungsorientierte Verwaltungsführung. Zürcher Handelskammer, Zürich 1993.
- New public management: internationale Erfahrungen und Beiträge. Zuendel & Partner (Hrsg.), Verlag ddv, Heidelberg 1996, ISBN 978-3-930174-04-1.
- PISA 2000: Synthese und Empfehlungen.  Schweizerische Konferenz der kantonalen Erziehungsdirektoren EDK, Bundesamt für Statistik, Neuenburg 2003, ISBN 978-3-303-15293-5.
- Reformen und Bildung: Erneuerung aus Verantwortung. Festschrift für Ernst Buschor, Peter Grünenfelder (Hrsg.), Verlag Neue Zürcher Zeitung, Zürich 2003, ISBN 978-3-03823-055-7.

## Ehrungen und Auszeichnungen
- Silberner Giftzwerg 1996[14]
- Liberal Award 2000 der Jungfreisinnigen des Kantons Zürich (JFZH)[15]